# Gramoteino
Gramoteino (russisch Грамотеино) ist eine Siedlung städtischen Typs in der Oblast Kemerowo (Russland) mit 12.996 Einwohnern (Stand 14. Oktober 2010).

## Geographie
Die Siedlung liegt an der Ostflanke des Salairrückens im Westen des Kusnezker Beckens (Kusbass), knapp 100 km Luftlinie südlich der Oblasthauptstadt Kemerowo vorwiegend am rechten Ufer des Ob-Nebenflusses Inja.
Gramoteino gehört zum Stadtkreis Belowo und liegt etwa 15 km nördlich des Zentrums der Stadt Belowo.

## Geschichte
An Stelle der heutigen Siedlung ist seit dem 18. Jahrhundert das Dorf Gramotejewa bekannt, benannt nach dem in der Region verbreiteten Familiennamen Gramotejew.
Im Zusammenhang mit der Erschließung der Steinkohlevorkommen des Kusbass entstand in den 1940er Jahren eine Bergarbeitersiedlung, die 1952 unter dem heutigen Namen den Status einer Siedlung städtischen Typs erhielt.
Am 25. November 2021 ereignete sich in der Grube Listwjaschnaja ein Grubenunglück bei dem mindestens 14 Menschen umkamen.

### Bevölkerungsentwicklung
| Jahr | Einwohner |
| ---- | --------- |
| 1959 | 8.605     |
| 1970 | 15.518    |
| 1979 | 15.521    |
| 1989 | 16.776    |
| 2002 | 14.366    |
| 2010 | 12.996    |

Anmerkung: Volkszählungsdaten

## Sport
Der örtliche Fußballklub Gornjak Gramoteino spielte 1992 und 1993 in der russischen 2. Division.

## Wirtschaft und Infrastruktur
Wichtigste Betriebe sind die Steinkohlezechen Listwjaschnaja und Gramoteinskaja, deren Schachtanlagen östlich bzw. nordöstlich des Ortes liegen, sowie angeschlossene Fabriken für die Weiterverarbeitung der Kohle. Auf Listwjaschnaja ereignete sich 2021 das Grubenunglück von Gramoteino, bei dem mindestens 20 Bergleute ums Leben kamen.
Nächstgelegene Bahnstation ist Meret etwa 4 km westlich an der Strecke Nowosibirsk – Nowokusnezk. Von dort führen Anschlussbahnen zu den Bergbaubetrieben der Siedlung. Die Regionalstraße Kemerowo – Leninsk-Kusnezki – Nowokusnezk umgeht den Ort westlich.